# Distrikt Acos
Der Distrikt Acos liegt in der Provinz Acomayo der Region Cusco in Südzentral-Peru. Der Distrikt wurde am 2. Januar 1857 gegründet. Er besitzt eine Fläche von 138 km². Beim Zensus 2017 wurden 2395 Einwohner gezählt. Im Jahr 1993 lag die Einwohnerzahl bei 3151, im Jahr 2007 bei 2545. Die Distriktverwaltung befindet sich in der auf einer Höhe von 3096 m gelegenen Ortschaft Acos mit 835 Einwohnern (Stand 2017). Acos liegt knapp 7 km westsüdwestlich der Provinzhauptstadt Acomayo. Im äußersten Süden des Distrikts befindet sich der archäologische Fundplatz Waqrapukara.

## Geographische Lage
Der Distrikt Acos liegt im Andenhochland im zentralen Westen der Provinz Acomayo. Der Río Apurímac fließt entlang der westlichen Distriktgrenze nach Norden.
Der Distrikt Acos grenzt im äußersten Südwesten an den Distrikt Omacha (Provinz Paruro), im Westen und im Nordwesten an die Distrikte Pillpinto und Colcha (beide ebenfalls in der Provinz Paruro), im Norden an den Distrikt Rondocan, im Osten an den Distrikt Acomayo sowie im Süden an den Distrikt Pomacanchi.

## Ortschaften
Im Distrikt gibt es neben dem Hauptort folgende größere Ortschaften:
- Campi (217 Einwohner)
- Corma (350 Einwohner)
- Huayqui (254 Einwohner)